# 200 meter frisim för herrar i simning vid olympiska sommarspelen 2004
Sammanställda resultaten för 200 meter frisim, herrar vid de Olympiska sommarspelen 2004.

## Rekord
| Världsrekord              | Ian Thorpe (Australien)                   | Fukuoka, Japan     | 1.44,06 | 25 juli 2001      |
| Tidigare olympiskt rekord | Pieter van den Hoogenband (Nederländerna) | Sydney, Australien | 1.45,35 | 17 september 2000 |
| Nytt olympiskt rekord     | Ian Thorpe (Australien)                   | Aten, Grekland     | 1.44,71 | 16 augusti 2004   |

## Medaljörer
| Guld:                  | Silver:                                  | Brons:              |
| Ian Thorpe, Australien | Pieter van den Hoogenband, Nederländerna | Michael Phelps, USA |

## Resultat
Från de 8 kvalheaten gick de 16 snabbaste tiderna vidare till semifinal.
Från semifinalerna gick de 8 snabbaste tiderna vidare till final.
Alla tider visas i minuter och sekunder.

Q kvalificerad till nästa omgång

DNS startade inte.

DSQ markerar diskvalificerad eller utesluten.

### Kval

#### Heat 1
1. Igor Erhartic, Serbien och Montenegro 1.54,21
2. Zurab Chomasuridze, Georgien 1.58,02
3. Ruslan Ismailov, Kirgizistan 2.01,53

#### Heat 2
1. Mihail Alexandrov, Bulgarien 1.52,12
2. Martin Kutscher, Uruguay 1.53,91
3. Stepan Pinciuc, Moldavien 1.54,56
4. Anouar Ben Naceur, Tunisien 1.54,69
5. Mark Chay, Singapore 1.54,70
6. Adil Bellaz, Marocko 1.55,79
7. Vitalij Chan, Kazakstan 1.56,11
8. Petr Vasilev, Uzbekistan 1.56,93

#### Heat 3
1. Aleksandar Malenko, Makedonien 1.53,00
2. Albert Subirats, Venezuela 1.53,11
3. Juan Martin Pereyra, Argentina 1.53,19
4. Shaune Fraser, Caymanöarna 1.53,19
5. Alexandros Aresti, Cypern 1.53,90
6. Te-Tung Chen, Taiwan 1.54,14
7. Mario Delac, Kroatien 1.55,82
8. Diego Mularoni, San Marino 1.56,18

#### Heat 4
1. Dmitro Vereitinov, Ukraina 1.51,38
2. Josh Ilika Brenner, Mexiko 1.51,66
3. Damian Alleyne, Barbados 1.52,89
4. Mahrez Mebarek, Algeriet 1.53,00
5. Jahor Salabutau, Vitryssland 1.53,03
6. Giancarlo Zolezzi, Chile 1.53,18
7. Miguel Molina, Filippinerna 1.53,81
8. Aytekin Mindan, Turkiet 1.55,65

#### Heat 5
1. Jacob Carstensen, Danmark 1.50,15
2. Saulius Binevicius, Litauen 1.50,50
3. Romans Miloslavskis, Lettland 1.50,83
4. Dominik Koll, Österrike 1.51,36
5. Luis Monteiro, Portugal 1.51,78
6. Lukasz Drzewinski, Polen 1.51,90
7. Tamas Szucs, Ungern 1.52,26
8. Kyu-Chul Han, Sydkorea 1.52,28

#### Heat 6
1. Michael Phelps, USA 1.48,43 Q
2. Rick Say, Kanada 1.49,32 Q
3. Andrej Kapralov, Ryssland 1.49,91 Q
4. Olaf Wildeboer, Spanien 1.50,01
5. Stefan Herbst, Tyskland 1.50,23
6. Rodrigo Castro, Brasilien 1.50,27
7. Lin Zhang, Kina 1.53,84
8. Andrea Beccari, Italien 1.54,00

#### Heat 7
1. Klete Keller, USA 1.47,97 Q
2. Grant Hackett, Australien 1.48,90 Q
3. Jens Schreiber, Tyskland 1.49,00 Q
4. George Bovell, Trinidad och Tobago 1.49,48 Q
5. Yoshihiro Okumura, Japan 1.49,54 Q
6. Brent Hayden, Kanada 1.49,56 Q
7. Andreas Zisimos, Grekland 1.49,60 Q
8. Maxim Kuznetsov, Ryssland 1.50,93

#### Heat 8
1. Ian Thorpe, Australien 1.47,22 Q
2. Pieter van den Hoogenband, Nederländerna 1.47,32 Q
3. Emiliano Brembilla, Italien 1.47,95 Q
4. Simon Burnett, Storbritannien 1.48,68 Q
5. Kvetoslav Svoboda, Tjeckien 1.49,25 Q
6. Dominik Meichtry, Schweiz 1.49,45 Q
7. Peter Mankoc, Slovenien 1.50,72
8. Nicolas Rostoucher, Frankrike 1.50,96

### Semifinal

#### Heat 1
1. Pieter van den Hoogenband, Nederländerna 1.46,00 Q
2. Klete Keller, USA 1.47,28 Q
3. Simon Burnett, Storbritannien 1.47,72 Q
4. Kvetoslav Svoboda, Tjeckien 1.49,27
5. Yoshihiro Okumura, Japan 1.49,49
6. Andreas Zisimos, Grekland 1.49,76
7. Dominik Meichtry, Schweiz 1.50,02
8. Olaf Wildeboer, Spanien 1.50,61

#### Heat 2
1. Ian Thorpe, Australien 1.46,65 Q
2. Michael Phelps, USA 1.47,08 Q
3. Grant Hackett, Australien 1.47,61 Q
4. Emiliano Brembilla, Italien 1.47,93 Q
5. Rick Say, Canada 1.48,16 Q
6. George Bovell, Trinidad och Tobago 1.49,59
7. Brent Hayden, Kanada 1.50,00
8. Andrej Kapralov, Ryssland 1.51,35

### Final
1. Ian Thorpe, Australia 1.44,71 Olympiskt rekord
2. Pieter van den Hoogenband, Nederländerna 1.45,23
3. Michael Phelps, USA 1.45,32 Amerikanskt rekord
4. Klete Keller, USA 1.46,13
5. Grant Hackett, Australien 1.46,56
6. Rick Say, Kanada 1.47,55
7. Simon Burnett, Storbritannien 1.48,02
8. Emiliano Brembilla, Italien 1.48,40

## Tidigare vinnare

### OS
- 1896 i Aten: Ingen tävling
- 1900 i Paris: Freddie Lane, Australien – 2.25,2
- 1904 i S:t Louis: Charles Daniels, USA – 2.44,2
- 1906 – 1964: Ingen tävling
- 1968 i Mexico City: Mike Wenden, Australien – 1.55,2
- 1972 i München: Mark Spitz, USA – 1.52,78
- 1976 i Montréal: Bruce Furniss, USA – 1.50,29
- 1980 i Moskva: Sergej Kopliakov, Sovjetunionen – 1.49,81
- 1984 i Los Angeles: Michael Gross, Västtyskland – 1.47,44
- 1988 i Seoul: Duncan Armstrong, Australien – 1.47,25
- 1992 i Barcelona: Jevgenij Sadovji, Ryssland – 1.46,70
- 1996 i Atlanta: Danyon Loader, Nya Zeeland – 1.47,63
- 2000 i Sydney: Pieter van den Hoogenband, Nederländerna – 1.45,35

### VM
- 1973 i Belgrad: Jim Montgomery, USA – 1.53,02
- 1975 i Cali, Colombia: Tim Shaw, USA – 1.52,04
- 1978 i Berlin: Billy Forester, USA – 1.51,02
- 1982 i Guayaquil, Ecuador: Michael Gross, Västtyskland – 1.49,84
- 1986 i Madrid: Michael Gross, Västtyskland – 1.47,92
- 1991 i Perth: Giorgio Lamberti, Italien – 1.47,27
- 1994 i Rom: Antti Kasvio, Finland – 1.47,32
- 1998 i Perth: Michael Klim, Australien – 1.47,41
- 2001 i Fukuoka, Japan: Ian Thorpe, Australien – 1.44,06
- 2003 i Barcelona: Ian Thorpe, Australien – 1.45,14